# Dominique Lloyd-Walter
Dominique Lloyd-Walter (* 17. Juni 1981 in Harrow) ist eine ehemalige englische Squashspielerin.

## Karriere
Dominique Lloyd-Walter begann 1999 ihre Karriere und gewann acht Titel auf der WSA World Tour. Ihre höchste Platzierung in der Weltrangliste erreichte sie im November 2006 mit Rang 18. Mit der englischen Nationalmannschaft gewann sie 2011 die Europameisterschaft. Bereits 2010 nahm sie an der Europameisterschaft im Einzel teil und erreichte das Viertelfinale. Von 2002 bis 2009 stand sie bei sieben Weltmeisterschaften im Hauptfeld, dabei kam sie jedoch nie über die erste Runde hinaus. Im Juli 2011 beendete sie ihre Karriere.

## Erfolge
- Europameister mit der Mannschaft: 2011
- Gewonnene WSA-Titel: 8